# Pavetta pumila
Pavetta pumila är en måreväxtart som beskrevs av Nicholas Edward Brown. Pavetta pumila ingår i släktet Pavetta och familjen måreväxter.
Artens utbredningsområde är Moçambique. Inga underarter finns listade i Catalogue of Life.